# Santa Claudia
Santa Claudia di Amiso (... – Amiso, 304 circa) è stata una martire cristiana, venerata come santa dalla Chiesa cattolica. Viene ricordata assieme alle sue "compagne" martiri, ovvero un gruppo di sette donne di Amiso (Claudia, Alessandra, Eufrasia, Matrona, Giuliana, Eufemia e Teodosia) che si opposero alla persecuzione dei cristiani sotto l'imperatore Diocleziano, perpetrata dal preside di Amiso (governatore locale in carica all'epoca), e per tale motivo flagellate ed in seguito arse vive
Il Martirologio Romano riporta, in data 18 maggio, la commemorazione delle martiri di Ancira (Ankara), un gruppo di sette donne condannate all'annegamento, ricordate coi nomi di Alessandra, Claudia, Eufrasia, Matrona, Giulitta, Eufemia e Tecusa. Seppur non tutti i nomi corrispondano, ciò porta comunque alla supposizione che si tratti dello stesso gruppo di martiri di Amiso, in qualche modo "duplicato" o associato per errore ad un altro evento simile.